# Kypros Christoforou
Kypros Christoforou (in greco: Κύπρος Χριστοφόρου; Limassol, 24 aprile 1993) è un calciatore cipriota, difensore del Karmiōtissa.

## Palmares

### Club

#### Competizioni nazionali
- Campionato cipriota: 1

APOEL: 2016-2017